# Толе-би
Толе́-би Алибе́кулы (каз. Төле би Әлібекұлы / Töle bi Älıbekūly); 1663, ныне Шуский район Жамбылской области Казахстана — 1756, Акбурхан-орда, ныне Толебийский район Казахстана) — казахский государственный, политический и общественный деятель, бий Старшего жуза, оратор (шешен) и поэт.
Вместе с Казыбек би и Айтеке би один из трёх великих биев (судей) казахского народа, авторов свода законов «Жеты Жаргы».

## Биография

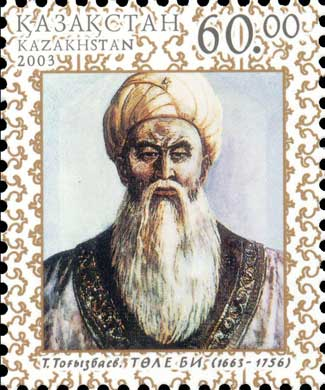
Портрет Толе-би на почтовой марке Казахстана, 2003 год

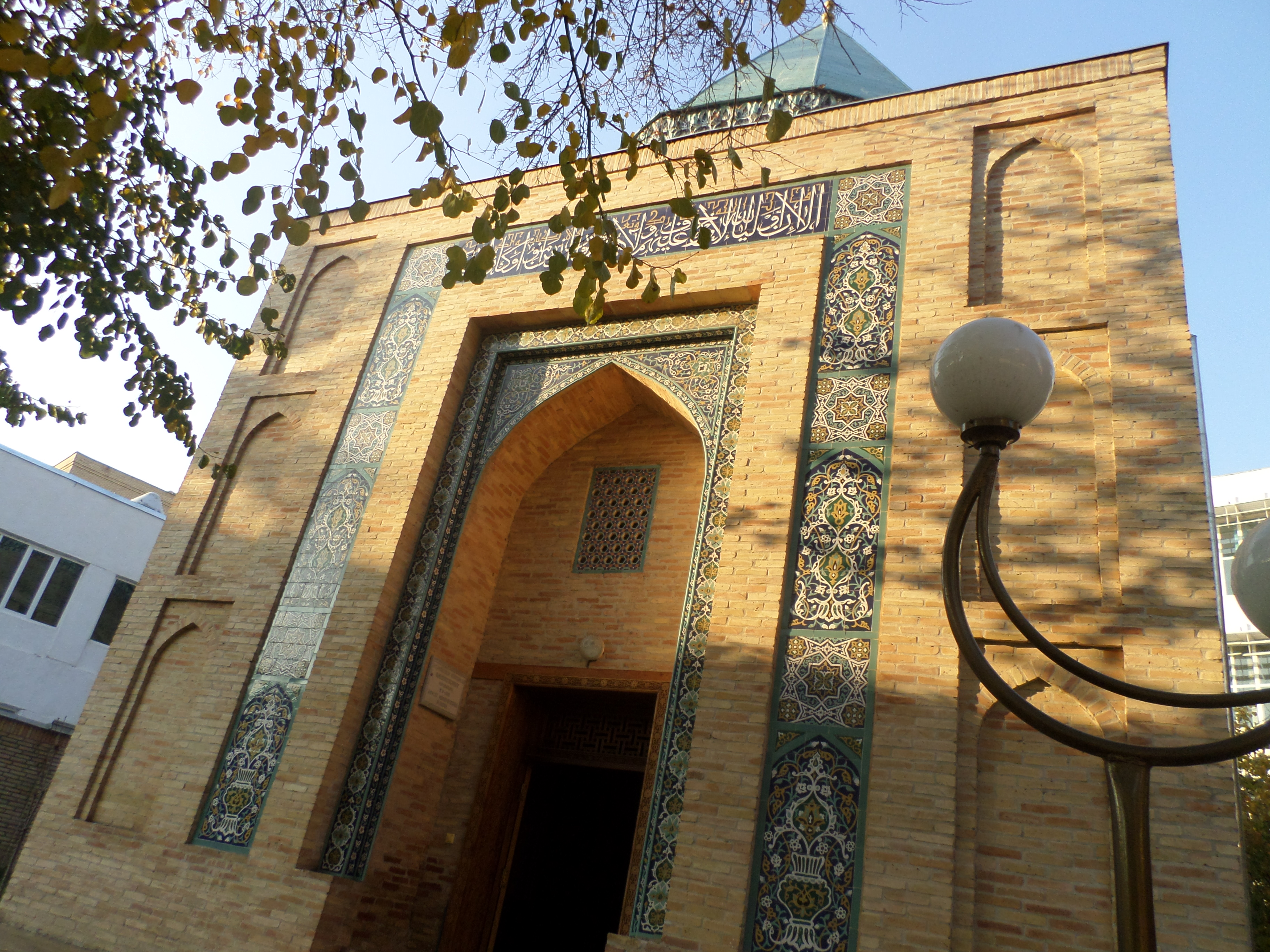
Мавзолей Толе-би в Ташкенте

Толе би произошёл из племени Дулат, рода Жаныс, в семье Алибек би, отец которого Кудайберды би участвовал в походах Есим хана, в частности в сражениях «Катаган кыргыны» (1627—1628 годы), против восставшего хана Турсуна, правившего Ташкентом. Толе родился в ныне Шуском районе в 1663 году.
Бухар жырау в стихотворении, описывающем детство Абылай хана, напоминает хану, как, находясь в трудном положении, он работал у Абилмамбета и пас верблюдов у Толе би. В поэме «Сабалак» Бухар жырау описывает беседу Толе би с Абылаем — мальчиком-подпаском в старом овчинном тулупе, которого Толе назвал за обросшие волосы и растрёпанный вид Сабалаком. Таким образом, Толе би был одним из первых, кто приметил будущего хана Абылая.
Мудрость и находчивость Толе би были ещё при жизни признаны со стороны Бухар жырау, Казыбек би, Айтеке би. В отношении к Толе би говорили: «У благой мысли есть источник, у её автора — духовный отец Майкы», имея в виду, что он впитал в себя дух Майкы би. В своих произведениях Толе би признавали и считали опорой для ханов Сыныр жырау, Жиренши которые отмечали его красноречие и заботу о нуждах простых людей. Толе би является одним из соавторов свода законов Тауке-хана «Жеты Жаргы» вместе с Казыбек би (Средний жуз) и Айтеке би (Младший жуз). После «лет великого бедствия» (каз. Ақтабан шұбырынды) авторитет Толе би поднялся благодаря его призыву к народу взяться за земледелие, перейти к оседлости, учиться хорошим примерам у соседних народов. Известно его выражение: «Кто отца видел, стрелять научится, кто мать видел, шубу шить умеет».
После смерти хана Старшего жуза Жолбарыса Толе би правил Ташкентом в течение шести лет — с 1743 по 1749 годы.
В книге «История Ташкента» изданной в 1988 году, на странице 83, есть нижеследующая информация о Толе би: «Около 1740 г. владение землями у начала (реки) Бозсу позволило изгнанному казахскому хану Тюлебию, тем не менее, взимать с Ташкента дань в 40 тысяч таньга, которую он прежде получал как правитель. Татарский купец Шубай Арсланов, посетивший город в 1741 году, свидетельствует: „он Тюлебий с таким утеснением Ташкенту учинил, что ежели и захочет тот текущий туда канал, то тот-час запрудит и в другую сторону пустить может, от чего ташкентцы принуждены могут быть за удержанием на пашни воды помереть“.»
По преданию, когда люди повсеместно стали спешно покидать насиженные места от известий о наступлений джунгаров, один Толе не стал разбирать своего жилища. «Почему ты не собираешься уезжать?» — спрашивали у него. «Да в этом году одна ласточка поселилась наверху юрты. Это ведь легендарная птичка: во время потопа, когда корабль Ноя тонул, она спасла его. Не могу же я разорить её гнездо и уничтожить её птенцов», — отвечал мудрый Толе. «Да это поистине святой», — сказал военачальник калмыков и не тронул его и его окружение. В окрестностях Ташкента и Шымкента сохранилась традиция прямо не называть имени Толе би, а говорят «Священная ласточка» (Карлыгаш бий). Однако в 1740 году, спасаясь от джунгар, он бежал со всеми близкими к Абдукарим-бию (Кокандское ханство). Вождь джунгар Галдан-Цэрен требовал выдать его, но Абдукарим-бий прогнал джунгарских послов.
Он скончался в 1756 году в Акбурхан-орде, на территории современного Толебийского района Туркестанской области. Похоронен в Ташкенте в мавзолее Карлыгаш бия.

## Память
- В 2003 году была выпущена почтовая марка Казахстана, посвящённая Толе би.
- В честь Толе би переименовано село Новотроицкое в Жамбылской области, которое является административным центром Шуского района и находится поблизости города Шу.
- В честь Толе би названы улицы в городах Алматы, Астане, Караганде, Таразе, Кызылорде, Шымкенте, Туркестане и во многих других населённых пунктах Казахстана.
- В Южно-Казахстанской области имеется административно-территориальная единица Толебийский район, административный центр город Ленгер.